# Російський сегмент МКС
Російський сегмент МКС — модулі Міжнародної космічної станції, які належать Федеральному космічному агентству Росії.

## Склад

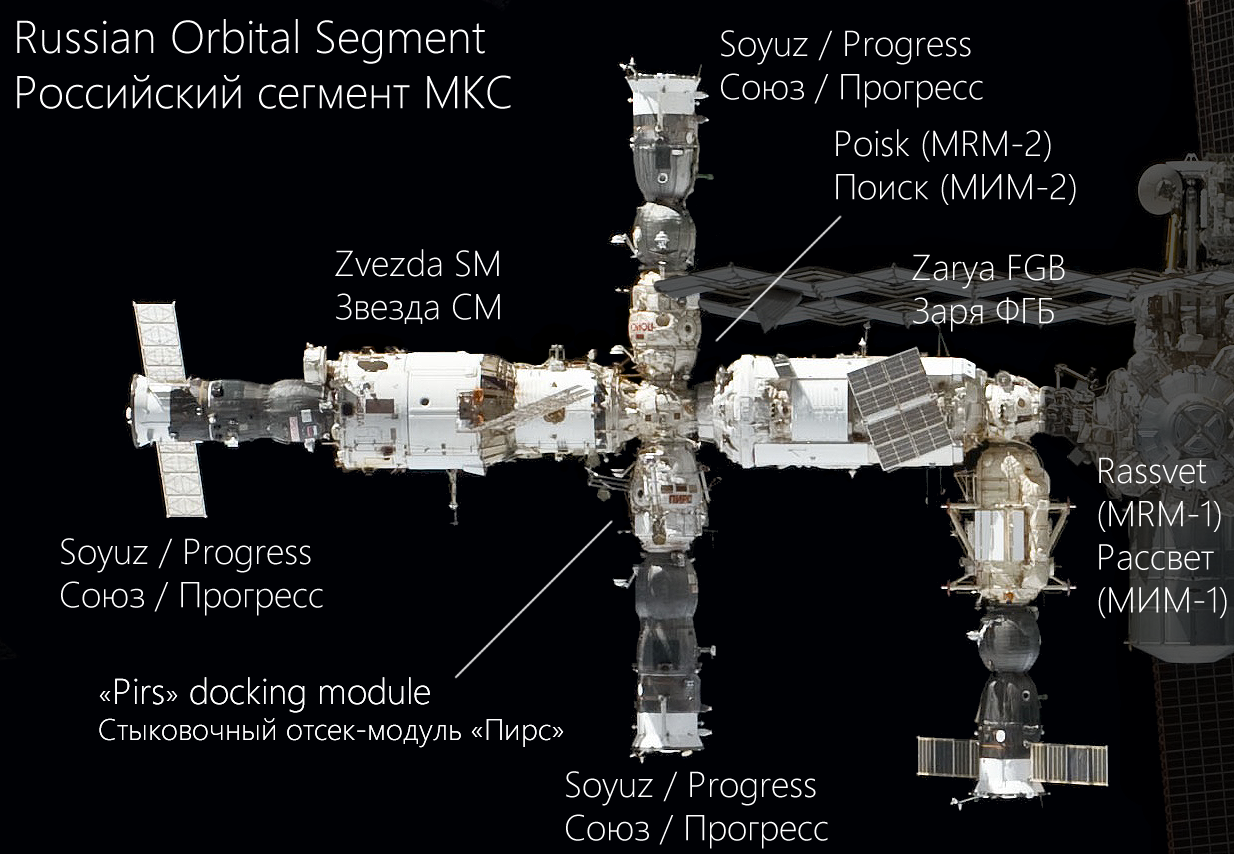

### На орбіті
- «Заря» (функціональний вантажний блок, належить США) — на орбіті з 20 листопада 1998 року.
- «Звезда» (модуль життєзабезпечення) — на орбіті с 26 липня 2000 року.
- «Пірс» (стикувальний відсік російського сегмента) — на орбіті з серпня 2001 року.
- «Поіск» (малий дослідницький модуль) — на орбіті з 12 листопада 2009 року
- «Рассвєт» (стикувально-вантажний модуль) — на орбіті з 18 травня 2010 року.

### Планується
- МЛМ (баготофункціональний лабораторний модуль)

### Інші пристрої
- Стріла — вантажний кран для переміщення вантажів і космонавтів по зовнішній поверхні станції
- Європейський маніпулятор ERA